# 台獨黨綱
台獨黨綱，指中華民國的政黨民主進步黨於1991年10月13日第五屆第一次全國黨代表大會通過的修訂黨綱中的一個條文，其草案係由創黨黨員林濁水等起草。外界容易以為該條文是一個單一文件，事實上僅是民進黨黨綱的其中一條。该条与台海現狀密切相关，其內容是主張透過公民投票實現臺灣獨立的理念。該黨綱的通過，讓民進黨正式成為主張臺灣獨立的政黨，也讓臺灣政治自此在中国统一和台湾独立意識形態中爭峙。因為舉行統獨公投會大大影響臺灣海峽兩岸關係，民進黨在陳水扁政府及蔡英文政府時代，一直無意就統獨進行公投，以求維持現狀，避免觸及中國大陸的政治敏感神經。中國國民黨執政時並不進行統獨公投，故台獨黨綱僅為民進黨的意識形態政治綱領。

## 民進黨黨綱當中的條文
(一)建立主權獨立自主的台灣共和國

國家領域主權和國民身份的確立是現代主權國家對內建立法政秩序、對外發展國際外交的前提。台灣主權獨立，不屬於中華人民共和國且台灣主權不及於中國大陸，既是歷史事實又是現實狀態，同時也是國際社會之共識。台灣本應就此主權獨立之事實制憲建國，才能保障台灣社會共同體及個別國民之尊嚴、安全，並提供人民追求自由、民主、幸福、正義及自我實現之機會。但由於國民黨一意藉著「全中國唯一合法政府」之虛構，維持大而無當的「中華民國五權憲法體制」，並賴以長期維持反民主之統治與特權。國民黨這一違背台灣主權現實的作法，不僅對內造成憲政改造的僵局，對外引起中共之覬覦野心；在國際上也因違反國際法和國際政治現實，以致於無法正常地參與國際社會；甚至造成台灣人民國家意識的模糊，以及文化發展的障礙。
因此我們主張：
1. 依照台灣主權現實獨立建國，制定新憲，使法政體系符合台灣社會現實，並依據國際法之原則重返國際社會。
2. 依照台灣主權現實重新界定台灣國家領域主權及對人主權之範圍，使台海兩岸得以依國際法建立往來之法秩序，並保障雙方人民往來時之權益。
3. 以台灣社會共同體為基礎，依保障文化多元發展的原則重新調整國民教育內容，使人民之國家、社會、文化認同自然發展成熟，而建立符合現實之國民意識。

基於國民主權原理，建立主權獨立自主的台灣共和國及制定新憲法的主張，應交由台灣全體住民以公民投票方式選擇決定。

## 歷史
台獨黨綱由林濁水起草，1991年10月13日在民進黨第五屆第一次全國黨員代表大會（全代會）通過。
1999年，陳水扁準備參選2000年總統選舉，陳水扁身旁策士便計劃修改台獨黨綱；但當時民進黨內強力反彈，不願意為陳水扁一人參選而修改黨的基本信仰。經過協調，民進黨改以全代會聲明，以台灣獨立事實已確立為由，強調維持現狀，國號即為中華民國，將台獨黨綱重新詮釋為「公投黨綱」。接下來，民進黨對外宣傳，一再強調民進黨沒有台獨黨綱、只有公投黨綱，公投是人民權力，但若台灣現狀未被改變，則不會施行公投；陳水扁更公開確立，只有在台灣受武力侵犯時，才會實施統獨公投。
1999年1月3日，民間全民電視公司舉辦「跨世紀國家走向系列辯論會」，沈富雄與郭正亮說修正台獨黨綱是民進黨誠實面對自己的作法，林濁水與邱義仁反對修改台獨黨綱。
1999年1月21日，陳水扁接受《聯合報》專訪時說：「民進黨沒有台獨黨綱，只有『公投台獨黨綱』。」
2000年，陳昭南向民進黨提案廢除台獨黨綱，因黨內爭議太大，被總統陳水扁及民進黨主席林義雄勸說撤案。
2005年1月，李文忠主張，民進黨應廢除台獨黨綱，為民進黨與親民黨「民親合作」創造有利環境。謝長廷表示，台灣前途決議文已對台獨黨綱有凍結作用，民進黨內不要自亂陣腳。新潮流系辦公室發布聲明稿，稱對李文忠的言論「深感遺憾」，並要求所有成員對任何重大議題發言前必須經過系內討論。

## 其他相關決議立場之演進
民進黨在更多地參選台灣各地公職、更多參與台灣事務之後，至1990年代末，黨綱已與環境不能完全相適應，特別是當時該黨即將提名總統參選人。為使各界及美國不致以為該黨將強行推動台灣獨立，也為了因應中國崛起後的國際新形勢，民進黨又分別產生以下決議文件：
1988年的「417決議文」
- 要旨：「台灣國際主權獨立，不屬於以北京為首都之中華人民共和國。如果國共片面和談、如果國民黨出賣台灣人民利益、如果中共統一台灣、如果國民黨不實施真正的民主憲政，則民進黨主張台灣獨立。」

1990年的「1007決議文」
- 要旨：「台灣事實主權不及於中國大陸及外蒙。我國未來憲政體制及內政、外交政策，應建立在事實領土範圍之上。」

台灣前途決議文
- 民進黨於1999年5月其第八次全國黨員代表大會二次全體會議中，做成「台灣前途決議文」。該條文對中華民國憲政體制的正當性做了有條件的承認，部分內容如下：
- 主權的獨立與自主，是國家安全、社會發展及人民幸福的前提。台灣主權獨立，與中華人民共和國互不隸屬，既是歷史事實，也是現實狀態。這不但是台灣生存的條件，也是發展民主政治與創造經濟奇蹟的依憑。
- 民進黨於一九九一年藉著冷戰體制瓦解，自由、民主、自決思潮全面獲勝之際，通過黨綱修改，主張台灣主權獨立，提出重新界定國家領域、修改憲政體制、發展新國民意識等三項主張。當時雖然被打壓成異端，但不到十年，台灣以中華民國主權獨立已經成為社會共識，其延伸的具體主張，也迅速成為憲政體制及法令規章的血肉。
- 台灣是一主權獨立國家，其主權領域僅及於台澎金馬與其附屬島嶼，以及符合國際法規定之領海與鄰接水域。台灣固然依目前憲法稱為中華民國，但與中華人民共和國互不隸屬，任何有關獨立現狀的更動，都必須經由台灣全體住民以公民投票的方式決定。
- 冷戰的結束、自由民主思潮的全面勝利、台灣的民主化及民意反對統一的比例不斷上揚，都是維護台灣主權獨立現狀及提升國際地位的有利因素。但另一方面，中國國力更為顯著的上揚及持續僵化的的霸權思想，則是台灣前途的重大障礙。民進黨認為，在波譎雲詭的國際政治及諸般利害因素的交錯下，台灣必須審時度勢，妥善規劃安全、謹慎、漸進的中國政策。

族群多元國家一體決議文
- 2004年9月26日第十一屆第一次臨時全國黨員代表大會制定「...六、 中華民國認同與台灣認同應相互接納：中華民國主權既屬於全體台灣人民，而非其他政權，則台灣認同與中華民國認同，都是對國家認同的表達方式，不應被曲解為族群對立，而應相互尊重、理解和接納。... 十、 建立台灣為全球多元文化國家典範：我國為因應全球化，應積極推動多元文化政策，並成為族群文化多樣性之全球努力的實踐模範，繼民主化之後，建構一個文化多元、命運一體的新國家。」[1]

正常國家決議文
- 2007年9月30日第十二屆第二次全國黨員代表大會制定「台灣是主權獨立的國家，與中國互不隸屬，互不治理。但中國國民黨威權與中國霸權的內外挑戰，形成當前台灣國家正常化的五大威脅。第一，中國對台灣全面的軍事、外交、經濟、文化和政治攻勢，以「一個中國原則」和「反分裂國家法」片面改變台海現狀，危及台灣的國家主權與安全，壓縮台灣國際生存空間，造成「國際關係不正常」。第二，台灣至今仍沿用不當的中華民國憲法架構，導致民選政府無法正常運作，造成「憲政體制不正常」。第三，外來威權統治殘留的教育文化迷思和對本土文化的壓制與污名化，阻礙台灣人民的國家認同，造成「國家認同不正常」。第四，對特定身份團體的差別待遇，破壞以公民身份為基礎的社會團結，造成「社會公義不正常」。第五，中國國民黨長期擁有龐大不當黨產；助長賄選文化，黨國不分，破壞民主，造成「政黨競爭不正常」。面對當前五大威脅，民主進步黨作為代表台灣人民確保獨立自主與追求民主正義的進步力量，應在「台獨黨綱」與「台灣前途決議文」的基礎上，進一步提出「正常國家決議文」，積極推動正名、制憲、加入聯合國、落實轉型正義與建立台灣主體性等作為，以實現台灣為正常國家。」[1]

2011年9月，維基解密揭露美國在台協會高雄分處於2007年9月10日提交的報告，報告指出：2007年9月25日，2008年中華民國總統選舉民進黨總統候選人謝長廷向美國在台協會台北辦事處處長楊甦棣說，他支持入聯公投，但他會全力抗拒深綠勢力把台獨活動帶進選戰，而陳水扁會撤換力推激進版〈正常國家決議文〉的民進黨主席游錫堃；同月28日，中華民國外交部部長黃志芳說希望美方注意陳水扁降低〈正常國家決議文〉激烈度的努力，但楊甦棣回答，〈正常國家決議文〉即使降低激烈度也仍然碰觸敏感的主權議題，美台關係已被陳水扁先前各項措施破壞，「台灣作為美國的友人，政治領袖對於可能影響西太平洋局勢穩定的言行，必須採取更負責任態度」。
2013年12月26日，柯建銘在民進黨中國事務委員會「對中政策擴大會議」（華山會議）中指出，台獨黨綱已完成歷史任務，建議可凍結台獨黨綱。柯建銘說，台獨黨綱是當年特定歷史時期為反對中國國民黨專制統治而提出的，主張台獨其實是主張言論自由的表現與延伸，因此當台灣已經民主化，台獨不再是種禁忌，而是可以公開倡議的政治立場之時，是否有必要再將台獨黨綱視為緊抱不放的教條，值得商榷。柯建銘說，現階段最重要是建設國家而不是回頭搞台獨，而重返執政是民進黨最大目標，想達此目標，民進黨必須向選民、對岸和國際社會展現有處理兩岸關係的能力。在場與會者只有楊憲宏發言支持，多數發言者都發言反對，最後本案並沒有作成任何決議。
2013年12月30日，柯建銘透露，民進黨中國事務委員會首次開會時，坐在他旁邊的邱義仁開宗明義就問「台獨黨綱要不要處理」，結果大家你看我、我看你，就是沒有人敢回應。
2014年6月，由陳昭南、郭正亮、吳子嘉、童振源等人起草，黨代表許錦構、易錦隆擔任提案人，提出凍結台獨黨綱，獲得四十多位黨代表連署支持。2014年6月19日，陳昭南前往民進黨中央黨部遞交凍結台獨黨綱連署書，提案理由為「民進黨總統或候選人已經以行動接受中華民國，否定台獨黨綱」、「兩岸和平發展已成主流，台獨黨綱導致民共交流障礙，民進黨因此自絕於兩岸議程之外，坐視國共兩黨壟斷兩岸主導權」、「台獨黨綱主張建立台灣共和國，形同反對中華民國、追求改變現狀，徒增國際社會誤會疑慮，導致民進黨難以爭取國際主流支持」。2014年6月23日，前民進黨中國事務部副主任張百達說，台獨黨綱「已經過去了，是舊議題、也是假議題」。
2014年7月20日，民進黨舉行第16屆全國黨員代表大會，黨主席蔡英文裁示，由於會議時間有限，故將所有提案送中央執行委員會（中執會）討論，必要時再召開全代會處理；同月21日，陳昭南說，蔡英文處理凍結台獨黨綱案的方法對民進黨是非常好的，他尊重蔡英文主持的決議，民進黨要誠實面對凍獨案，民進黨也應該讓人民對該黨處理國際事務的能力有信心。

## 中國大陸方面對黨綱的看法
2018年6月29日，上海公共關係研究學院院長陳士良在台灣戰略研究學會“第二屆兩岸韜略論壇”表示，台獨黨綱對兩岸關係的阻礙程度高於不承認九二共識，主因在於民進黨擁有台獨黨綱。北京政府堅持政黨對政黨的交流、不與擁有台獨黨綱的政黨交流。

## 其他看法
1997年10月19日，國立臺灣大學教授兼建國黨顧問李鴻禧接受《今周刊》專訪時批評民進黨：「如果民進黨把台獨黨綱拿掉，那就真正轉型了；可是民進黨不願放棄黨綱，卻用很多的作法來擺脫台獨。例如許信良說『民進黨獲得政權不會宣布獨立』，並主張『政經分離』，又說『現在不能要求中共承認台灣是一個政治實體』，這些與過去包括我在內的熱烈支持民進黨者的認知有所不同，這是轉型嗎？恐怕是變質吧。」
2014年1月9日，前民進黨公共政策研究中心幹事蔡百銓說，從民進黨制定台獨黨綱的背景可以看出，新潮流系提議的台獨黨綱其實是「反台獨黨綱」，用來「騙騙獨派人士」。2015年6月9日，前民進黨文宣部主任陳文茜說，前民進黨主席施明德前往美國國會演講前，她為施明德撰稿「民進黨執政，不必、也不會宣布台獨」，隔天有民進黨人拿著布條「施明德，台奸，滾出中央黨部」在中央黨部一樓抗議，從那時起她認為「是時候離開民進黨了」。2019年2月18日，前副總統呂秀蓮說，民進黨過去的黨綱，每次都是為了特定的人在修正，她當時就非常不以為然。
2014年10月4日，律師童文薰批評：「民進黨為求『打敗國民黨』這個短期目標，放棄了信念與黨魂，殊不知這就如同香港的『袋住先』。先把台北市落袋，才能談2016的選舉；先把2016大選結果落袋，則可以把台獨黨綱拿來與中共交易，又說『什麼都可以談』，或說『國民黨才是民進黨的敵人』，最近又進階到要與中共『與狼共舞』。所以，價值與信念是不存在的，袋住權位才是一切。這就是台灣的聰明人，與香港的『袋住先』聰明人一樣睿智、識大體。……我們可以理解國民黨不值信任、太讓人失望，但我們絕不能因為想要一時勝選而放棄價值與信念；否則，我們『袋住先』的永遠只是權勢者的利益，那和庶民們不會有半毛錢關係。」
2015年4月2日，許信良接受《環球時報》專訪，稱「台獨理念一直在民進黨內都不是主流意識形態和主流價值，台獨信仰者在民進黨內也不是主流力量」，《台灣前途決議文》其實是為了取代台獨黨綱，台灣領導人與台灣人民必須瞭解民進黨不能挑戰中國大陸的基本立場。
2015年10月29日，洪奇昌在清華大學法學院演講，直言兩岸關係一定要走和平發展的道路，認為民進黨即使在2016年中華民國總統選舉重返執政也不致於走到法理臺獨，「『臺灣共和國』可以是我們的理想，但它不是一個可以落實的目標」。
2020年6月9日，前民進黨桃園縣議員吳寶玉（台獨人士黃明宗之妻）說，追求台灣獨立是民進黨的重要政策，但如今民進黨完全執政，“大家都當選了”，當選就達到目標了，接下來沒人繼續堅持台獨，證明民進黨不會因一黨獨大而想做什麼就做什麼，想獨立也不敢提出來；選前要獨派的選票，選後獨善其身，這樣的政治人物她看過太多了。
2020年7月27日，政經傳媒首次舉辦「台灣正名制憲國際線上座談會」，主持人為政經傳媒創辦人彭文正，要求民進黨兌現台獨黨綱。
2020年10月12日，邱義仁在美國喬治城大學視訊會議中說，台灣人民對兩岸關係的務實，不會選出瘋子領導人，「台灣任何務實的政治人物，除非瘋了，都不會推台獨」，「哪怕如陳水扁，最後也會踩煞車」。民進黨國際事務部主任羅致政說明，「台灣不會躁進挑釁」，邱義仁的說法沒有違背總統兼民進黨主席蔡英文一貫的立場。10月19日，喜樂島聯盟主席施正鋒批評，邱義仁「一個堂堂執政黨的代表」卻在國際會議「被逼供」，民進黨公然背叛台灣人的寄望。10月20日，呂秀蓮在Yahoo奇摩發文，質疑號稱「台獨戰略專家」的邱義仁「向中共表什麼態、交什麼心」。11月13日，精神科醫師林進嘉說，民進黨追求不統不獨的立場已經非常清楚，民進黨以為不統不獨是台灣主流民意，「為求己身權力而迎合之」，無法再為理想引領風潮。
2021年3月11日，台灣制憲基金會董事長辜寬敏發布新聞稿指出，黨綱是一個政黨成立的初衷與核心理念，也是一個政黨爭取社會支持的重要價值取向，不應輕易動搖與改變，更非僅以「時空環境不同」就可將黨的核心價值一語帶過。
2021年7月，前民進黨中國事務部主任顏建發接受多維新聞專訪時說，以民進黨的主流來看，「根本沒有『台灣獨立』這一回事，因為我們（台灣）已經是主權獨立，那為什麼還要再說獨立」，這件事情從很早就已定調，在過去二十幾年來這幾乎已是台灣主流思想，《台灣前途決議文》就提到「台灣是主權獨立國家，依憲法它的名稱叫中華民國」；以民進黨的主流意見來看，根本就不需要再講統獨，也沒有什麼台獨黨綱的問題。針對一些老獨派的「民進黨騙選票」批評，顏建發說，騙選票是騙人民的需求，但問題是台灣人民要的是安居樂業與發展，外在不要與美國有衝突、「不要做國際社會的麻煩製造者」，這些是大家都清楚的規則，民進黨現在的作為不是騙選票、「而是呼應選票的需求」。
2021年9月26日，林濁水批評，民進黨除了台灣意識與台獨以外，中心思想是搖擺的，純靠台灣意識和國內外大環境獨利民進黨、不利國民黨而取勝，這不是正常國家、正常政黨。
2021年10月14日，中國國民黨立法委員鄭麗文說，她大學畢業時是台獨基本教義派，當時她在國立臺灣大學校門絕食聲援黃明宗，有民進黨人士對她勸說「黃華（黃明宗）是麻煩製造者，不要理他」，她的絕食讓民進黨尷尬；後來李登輝提出兩國論，民進黨中央隨即召開緊急會議、向美國在台協會保證「民進黨絕不會加柴火，會冷處理、不會跟李登輝講兩國論」，當時鄭麗文就發現台獨只是民進黨拿來奪權鬥爭的工具，因此鄭麗文決定退出民進黨。
2022年4月21日，中國國民黨青年團執行長蕭羽耘說，民進黨完全執政已邁入第六年，但推動台獨的進度是零，講白了就是在唬弄年輕人、操弄意識形態。
2022年5月31日，台灣民意基金會董事長游盈隆批評，上星期美國全國公共廣播電台（NPR）刊登中華民國外交部部長吳釗燮專訪「為避戰，台灣不尋求獨立」，對美國唯命是從的「蔡英文路線」已浮上檯面：蔡英文揮別李登輝「明統暗獨」和陳水扁「一邊一國」路線，放棄民進黨的台獨理想與價值，要追求屬於自己的歷史時空，就算犧牲重大利益也在所不惜，包括「出賣台獨」。
2022年9月3日，吳子嘉在網路政論節目《董事長開講》說，民進黨是「親美、抗中、不保台」，只敢耍嘴皮子，不敢講正經的。吳子嘉直批：「民進黨這些愛台灣、搞台獨的人士，真的這麼厲害，就派一台無人機到廈門上空，把台獨黨綱丟下去。敢不敢去？……所以『嘴砲台獨』一點都沒有用。」
2023年1月18日，副總統兼任民進黨主席賴清德說，民進黨固然有台獨黨綱，但1999年民進黨提出《台灣前途決議文》，而且目前蔡英文政府的兩岸政策是服膺《台灣前途決議文》。
2023年3月17日，行政院院長陳建仁在立法院說，他不能代表民進黨發言，但他認為台灣是自由民主、保障人權的國家，「台獨不是一個重要的議題」；怎麼樣讓台灣成為一個自由民主的主權獨立國家、讓台灣能夠蓬勃發展，才是一個重要的議題。
2023年3月21日，國立中山大學退休教授暨前建國黨決策委員陳茂雄說，轉型為民主政黨的民進黨進入中華民國體制爭取政權，不只不可能驅逐中華民國，連正名制憲都不可能，因為此舉將妨礙其執政；因而發表《台灣前途決議文》，將台澎金馬劃歸中華民國，且默認中華人民共和國是一個國家、中華民國與中華人民共和國都是中國，因而形成兩個中國。台獨是主張台灣是一個道地的本土化國家；至於有幾個中國，與台灣無關。今日的民進黨已走兩個中國的路線，台獨對它來說的確是假議題。
2023年4月3日，中國國民黨文化傳播委員會副主任委員林家興表示，民進黨自詡代表主流民意，不斷抹紅馬英九訪問中國大陸，批評馬英九「和民意有差距」、「陷入北京一中原則」，卻遲遲不敢修憲、也不敢表述主張台獨，「從未真心挺過中華民國，也不敢挺中華民國」。林家興表示，觀察網路輿情，民意一面倒地高度肯定馬英九的言行；只有「不敢修憲、不敢台獨、又不敢挺中華民國」的民進黨自陷尷尬失語困境，肯定也不是、否定也不是，只好再度使出抹紅老招硬拗。
2023年9月27日，民進黨創黨元老魏耀乾在民進黨「創黨先進聯誼餐會」會場外批評，民進黨是擱置台獨黨綱而二度執政，邱義仁、賴清德等新潮流系政治人物宣稱「誰再主張台灣是一個主權國家，就是瘋子」，令民進黨創黨黨員情何以堪。
2024年3月25日，民進黨中國事務部主任吳峻鋕於一場由台海兩岸及海外華人學者共同與會的線上講座中強調，台獨黨綱「已是歷史文件」，實質由台灣前途決議文取代並成為全黨共識。
2024年5月2日，中國國民黨立法院黨團總召集人傅崑萁表示，即使台獨黨綱在國際上缺乏認同，民進黨仍對台灣青年進行長期的欺瞞；民進黨有種就應該立法實施其黨綱，而不是只敢對內欺騙台灣人民。